# Ахматка
Ахматка (тат. Әхмәт) — деревня в Аксубаевском районе республики Татарстан. Входит в состав Мюдовского сельского поселения.

## География
Деревня находится в 29 километрах к югу от Аксубаево, расположено на реке Ахматка.

## История
Основано в 1930-х годах.
Входила в состав Акусбаевского района, с 10 февраля 1935 года — в Тельманском, с 16 июля 1958 года — в Аксубаевском, с 1 февраля 1963 года — в Октябрьском, с 12 января 1965 года — в Аксубаевском районах. 

## Население
По состоянию на 2016 год в деревне проживало 59 человек.